# Maschwitz (Landsberg)

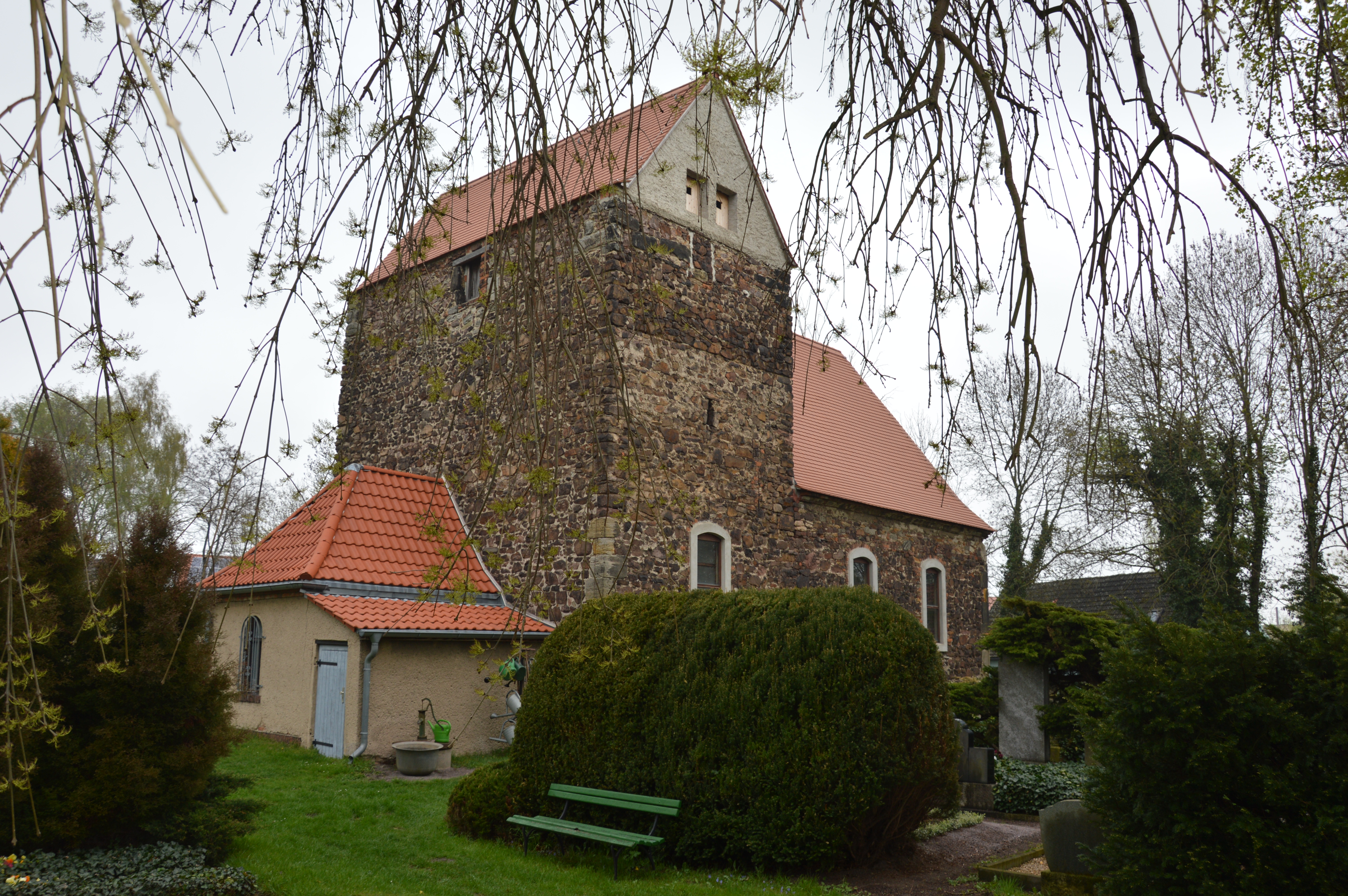
Sankt-Nicolai-Kirche in Untermaschwitz

Maschwitz ist ein zur Ortschaft Oppin der Stadt Landsberg gehörender Ortsteil im Saalekreis in Sachsen-Anhalt.
Der Ortsteil liegt nordöstlich von Halle (Saale) und südlich von Oppin. Er umfasst die Ortsteile Obermaschwitz und Untermaschwitz, die weniger als einen Kilometer voneinander entfernt liegen.
Maschwitz entstand am 1. April 1938 durch den Zusammenschluss von Ober- und Untermaschwitz und bestand als selbständige Gemeinde im Saalkreis. Bereits am 20. Juli 1950 wurde Maschwitz nach Oppin eingemeindet und als Ortsteil Oppins geführt. Am 1. Januar 2010 wurde Maschwitz als Teil Oppins nach Landsberg umgegliedert.
Der Name Maschwitz geht auf Masovici mit der Bedeutung Siedlung der Sippe des Mas zurück. Das Ministerialgeschlecht von Maschwitz hatte seinen Sattelhof in Untermaschwitz, das auch Hauptort war. Hier befindet sich mit der Sankt-Nicolai-Kirche die einzige Kirche in Maschwitz und auch das Spritzenhaus. Darüber hinaus befand sich dort die Schule.